# Ивало
Ивало (фин. Ivalo, швед. Ivalo) је село у општини Инари, у округу Финска Лапонија у Финској, у северном делу државе. Налази се на реци Ивало, на око 20 километара од језера Инари. Према попису из 2003. године Ивало је имао 3.998 становника. Око 30 километара јужно од Ивала се налази популарно одмаралиште Сариселка коју туристи посећују сваке године због зимских спортова али и због летњих активности.